# Theeßen
Theeßen ist eine Ortschaft und ein Ortsteil von Möckern im Landkreis Jerichower Land in Sachsen-Anhalt.

## Geografie
Theeßen ist ein ländlich geprägter Ort. Während es zur Kreisstadt Burg (bei Magdeburg) über die Landesstraße 52 nur 14 Kilometer sind, liegt das Stadtzentrum von Möckern 19 Kilometer südlich entfernt und ist nur über untergeordnete Kreisstraßen zu erreichen. Überregional liegt Theeßen mit der nur 1,5 Kilometer südöstlich gelegenen Anschlussstelle Theeßen der Autobahn A 2 verkehrsgünstig. Der Ort liegt im Landschaftsschutzgebiet Möckern-Magdeburgerforth, umgeben von den Wäldern der Stresower Heide und des Wüstenjerichower Forstes, die nur ein kleines Areal landwirtschaftlicher Flächen um das Dorf herum freigeben. Theeßen liegt auf einer Höhe von 57 Metern, vier Kilometer südöstlich erhebt sich jedoch der 96,7 Meter hohe Große Ziegelberg. Durch den Ort fließt der Bach Bache. Die höchste Erhebung befindet sich mit einer Höhe von 80 m etwa 2,3 km südlich von Theeßen am Rande des Räckendorfer Wegs.
Die Feldflur Theeßen umfasst ein Gebiet von 22,04 km². Im Nordwesten grenzt das Gebiet an die Bache, im Nordosten an das Naturschutzgebiet Ringelsdorf sowie den 70 m hohen Großen Kiehnberg.
Die Flurgrenze verläuft von Norden in Richtung Süden an der Feldflur Küsel entlang des Hohen Felds bis zur Nieplitzer Heide. Hier findet sich auch das Quellgebiet des Silberbachs. Im Süden trifft die Grenze auf die Feldflur Hohenziatz mit dem 74 m hohen Backofenberg. Anschließend verläuft die Grenze entlang der Ihle bis kurz vor Friedensau, wo sie einen Knick macht und in Nordöstlicher Richtung durch die Stresower Heide und den Kähnerter Forst führt.
Neben dem Ortsteil Theeßen gehörte bis zur Eingemeindung am 19. Januar 2008 auch der Ortsteil Räckendorf zu Theeßen. Zur heutigen Feldflur Theeßen gehören die Wüstungen Portez, Nieplitz und Spühlkrug.
Zu Theeßen gehören zudem die Siedlungsplätze Waldsiedlung westlich von Theeßen und Birkenbusch südöstlich von Theeßen unterhalb der Autobahnabfahrt.

## Geschichte
Der Ort wird 1296 erstmals im Zusammenhang mit einer Besitzübertragung an das Kloster Jerichow erwähnt. 1368 wurde er Thesen genannt, im gleichen Jahrhundert wurden aber auch Ortsbezeichnungen Thiezzin, Thesin, Teczin verwendet. Als er 1509 in den Besitz von Arnim auf Crüssau gelangte, wurde der Ort Tetzem genannt, 1562 wird das Kirchdorf Tessen erwähnt. Arnim auf Crüssau errichtete im Ort ein Rittergut, das bis 1928 als eigenständige Einrichtung neben dem eigentlichen Dorf bestand. An der Heerstraße nach Genthin gelegen, konnte sich der Ort günstig entwickeln, hatte aber auch die negativen Auswirkungen durch durchziehenden Truppen in Kriegszeiten zu tragen. Der Dreißigjährige Krieg mit seinen Truppenbesetzungen und die nachfolgenden Seuchen und Hungersnöte ließen die Dorfbevölkerung um die Hälfte schrumpfen. Bis zum Kriegsende lag Theeßen im Herrschaftsbereich des Magdeburger Erzbistums. Nach dessen Säkularisation 1648 übte Brandenburg-Preußen die Landesherrschaft aus. Im Zuge der preußischen Verwaltungsreform von 1815 wurde der Ort dem Landkreis Jerichow I mit der Kreisstadt Burg unterstellt. 1896 wurde die Kleinbahnstrecke Burg – Magdeburgerforth mit einem Bahnhof in Theeßen eröffnet. Sie war bis 1965 in Betrieb. Die Einwohnerzahl der Gemeinde Theeßen betrug 1910 235, dazu kam der rechtlich selbständige Gutsbezirk mit 58 Personen. Der Gutsbezirk Theeßen wurde am 30. September 1928 mit der Landgemeinde Theeßen vereinigt. Bis 1939 stieg die Zahl der Einwohner auf 404. Als in der DDR 1952 eine Gebietsreform stattfand, kam Theeßen zum Kreis Burg. 1964 wurden in der Gemeinde 474 Einwohner gezählt. Nach der politischen Wende von 1990 erfolgte die Zuordnung zum Landkreis Jerichow. Am 16. Oktober 2007 wurde eine neue Autobahnmeisterei an der A 2 in Betrieb genommen. Zum 19. Januar 2008 verlor Theeßen seine kommunale Selbständigkeit und wurde in die Stadt Möckern eingemeindet. Das bis dahin zu Theeßen gehörige, rund vier Kilometer südlich gelegene Dorf Räckendorf wurde zum gleichen Zeitpunkt ein eigenständiger Ortsteil. Letzte Bürgermeisterin der Gemeinde war Ellen Sommerfeldt.

## Namensherkunft
Der Name der Ortschaft Theeßen hat eine slawische Herkunft. In der Region, zu der auch Theeßen gehört, haben viele Ortsnamen slawische Wurzeln, was auf die slawische Besiedlung und Einflüsse in der Gegend zurückzuführen ist. Der Name Theeßen selbst leitet sich wahrscheinlich von einem geografischen Merkmal ab, was typisch für slawische Ortsnamen ist.
Ein weiterer Ansatz könnte die Analyse von altslawischen Wortstämmen sein, die im Namen Theeßen enthalten sein könnten. Wörter wie „tis“ (Eibe) oder „tisina“ (Ruhe, Stille) könnten als Grundlage dienen.
Der Eiben Zweig wird zudem seit 2007 im Wappen des Ortes geführt.
| Ortsname | Jahr der Nennung | Quelle der Nennung |
| -------- | ---------------- | --- |
|          | 1296             | |
| Thesen   | 1368             | |
| Thesen   | 1381             | Lehnbuch der Erzbischöfe Albrecht III. und Peter |
| Thiezzin | 1381             | Lehnbuch der Erzbischöfe Albrecht III. und Peter |
| Thesin   | 1382             | |
| Teczin   | 1383             | |
| Tetzem   | 1509             | |
| Tessen   | 1562             | |
| Toesen   | 1682             | Karte „Circulus Saxoniae Inferiorus“ von Frederick de Wit |
| Tossen   | 1740             | Karte „Geographische Charte des Herzogthums Magdenburg und Halle“ von Peter Schenk der Jüngere                                                                        |
| Tösen    | 1788             | Karte „Saxoniae Tractus Ducatum Magdebur Gensem cum suo Circulo Salico“ von Johann Baptist Homann                                                                     |
| Deesen   | 1797             | Karte „Neueste Generalkarte von Deutschland in XXIV Blattern“ von Franz Anton Schraembl                                                                               |
| Thiesen  | 1832             | Karte „Western Germany“ von John Arrowsmith |
| Theesen  | 1847             | Karte „Provinz Sachsen“ von Carl Flemming |
| Theesen  | 1850             | Karte „Braunschweig“ – Entworfen und bearbeitet von Joseph Edmund Woerl gestochen unter seiner Leitung. Lithographie von Bartholomew Herder aus Freiburg im Breisgau. |
| Theesen  | 1854             | „Die Herzogthümer Anhalt Dessau, Cöthen u. Bernburg“ von Joseph Meyer                                                                                                 |
| Theessen | 1883             | Die ältesten Lehnbücher der Magdeburgischen Erzbischöfe |
| Theeßen  | 1899             | Karte „Magdeburg“ der Königlich Preußische Landesaufnahme. Kartographische Abtheilung                                                                                 |

## Politik
Ortsbürgermeister ist Dieter Kaupke.

### Wappen

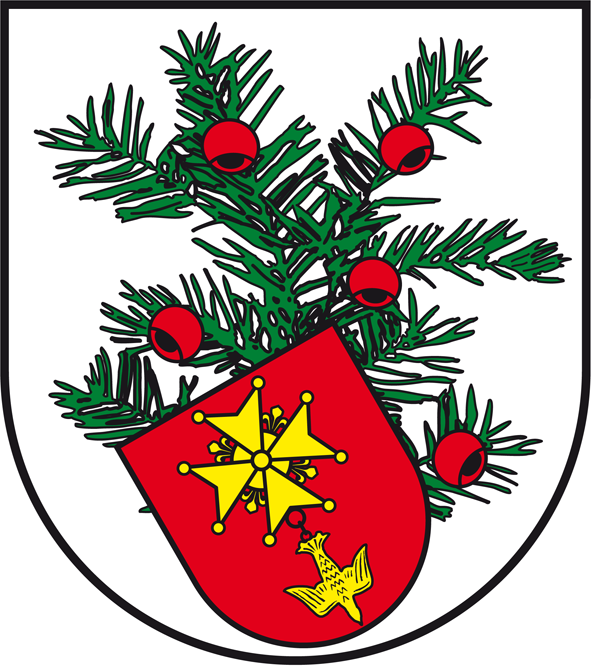
Wappen

Das Wappen wurde am 29. November 2007 durch den Landkreis genehmigt.
Blasonierung: „In Silber ein grüner Eibenzweig mit fünf roten Früchten, unten in einem schrägen roten Schild das goldene Hugenottenkreuz.“
Das Wappenbild nimmt Bezug auf zwei wesentliche und prägende Gegebenheiten – auf den slawischen Wortstamm, der Eibe bedeutet bzw. auf die Eibe hinweist und auf die Einwanderung der Hugenotten, die die Wirtschaft des Ortes wie der Region außerordentlich belebten. Ihr Symbol war das sogenannte Hugenottenkreuz. Am 8. Oktober 2007 beschloss der Gemeinderat in einer Diskussion, dieses Wappen zu führen und zur Genehmigung einzureichen.
Der Magdeburger Kommunalheraldiker Jörg Mantzsch übernahm die Gestaltung des Wappens.

### Flagge
Die Flagge ist grün-weiß (1:1) gestreift (Querform: Streifen waagerecht verlaufend, Längsform: Streifen senkrecht verlaufend) und mittig mit dem Gemeindewappen belegt.

## Gedenkstätten

### Grabstätte für unbekannten polnischen Kriegsgefangenen
Auf dem Ortsfriedhof befindet sich eine Grabstätte für einen namentlich nicht bekannten polnischen Kriegsgefangenen, der während des Zweiten Weltkrieges ein Opfer von Zwangsarbeit wurde.

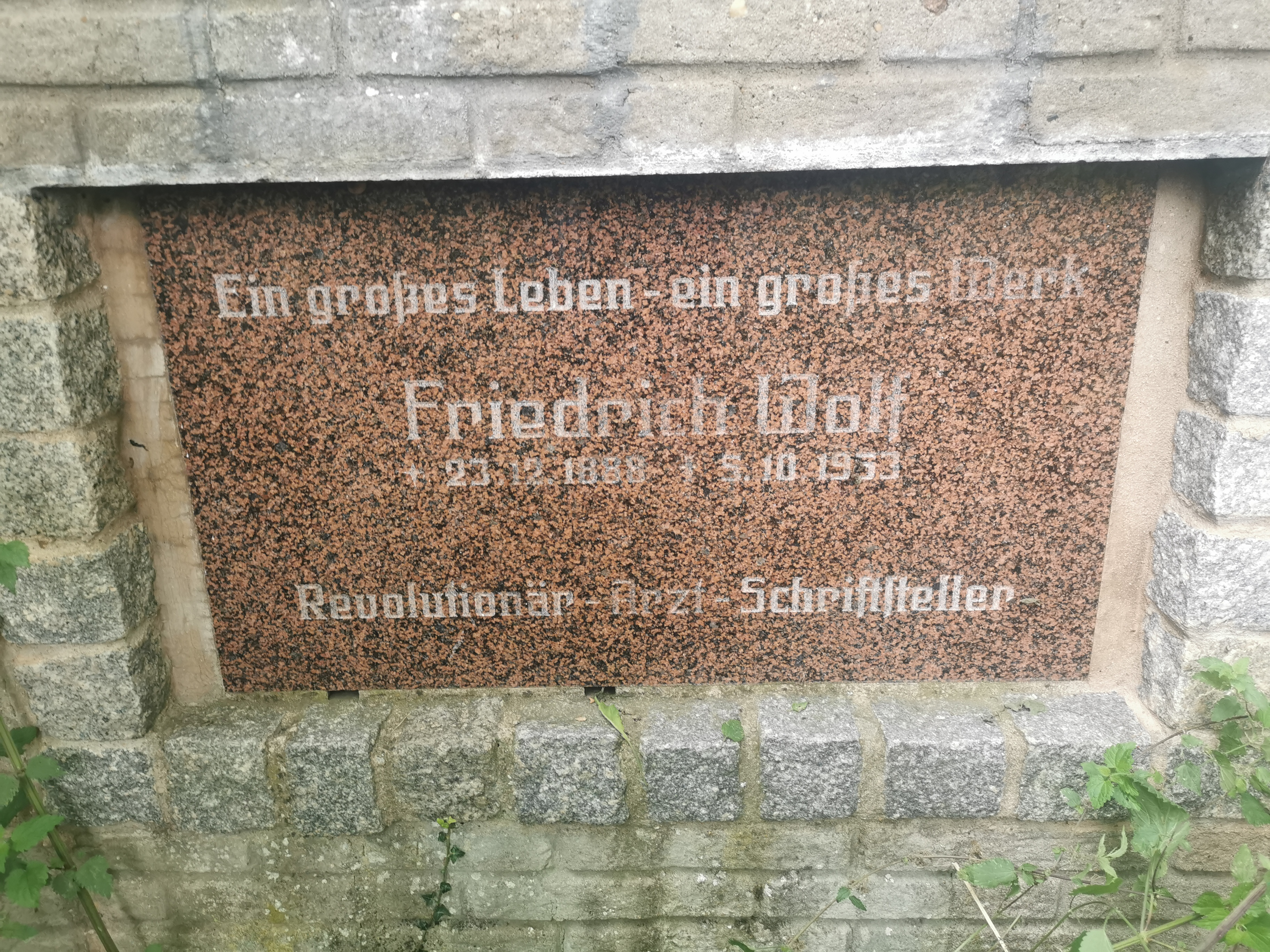
Gedenktafel für den Arzt Friedrich Wolf

### Gedenktafel für Friedrich Wolf
Am Osteingang zum Dorfpark befindet sich an der Parkmauer eine Gedenktafel für den deutschen Arzt, Schriftsteller und Revolutionär Friedrich Wolf. Wolf selbst hatte keinerlei Verbindung zum Ort und hat Theeßen auch nie besucht. Vor der Gedenktafel befindet sich ein kleiner gepflasterter Platz, der zu DDR-Zeiten als Versammlungsplatz diente.

### Gedenkstein an der Feuerwehr
An der Freiwilligen Feuerwehr in Theeßen befindet sich ein Gedenkstein mit der Aufschrift:

„Gott zur Ehr dem Nächsten zur Wehr – Zum ehrenden Gedenken an die verstorbenen Kameraden der Freiwilligen Feuerwehr Theeßen. Mai 2016“

Der Gedenkstein wurde von Elke und Erhard Mielke gestiftet.

### Denkstein
In einer Karte der Königlich Preußischen geologischen Landesanstalt mit dem Titel „Agronomische Bohrungen zu Sect. Theessen“ von 1891 wird im Wald bei Theeßen ein „Denkstein“ verzeichnet. Laut dem letzten Schulleiter der Theeßener Grundschule wurde der Stein zu DDR-Zeiten im Rahmen eines Schulprojekts in den Schulgarten gebracht um die Inschrift zu entziffern und den Stein aufzuarbeiten.
Der Stein erinnert demnach an einen Förster, welcher von Wilderern erschossen wurde. Der Stein verblieb anschließend im Schulgarten. An der Stelle, an der sich der Stein einst befand, findet sich heute, entgegen der umliegenden Bewaldung mit Kiefern, ein kleiner Eichenwald mit gut zwei Dutzend Bäumen.

### Großsteingrab
Auf dem Gebiet der Ortschaft Theeßen soll es einst ein Großsteingrab gegeben haben. Dieses befand sich etwa 1 km nördlich von Theeßen auf einer leichten Anhöhe von 60 m. Das Gebiet wird heute landwirtschaftlich genutzt und die Steine wurden abgetragen.
Das Großsteingrab in Theeßen gehörte zur Ostelbischen Gruppe der Großsteingräber und war vermutlich eine megalithische Grabanlagen der jungsteinzeitlichen Alt-Tiefstichkeramikkultur.
Aktuell gibt es im Ort Bestrebungen das Großsteingrab am Feldrand zu rekonstruieren.

## Kultur und Sehenswürdigkeiten

### Evangelische Dorfkirche St. Margarethen

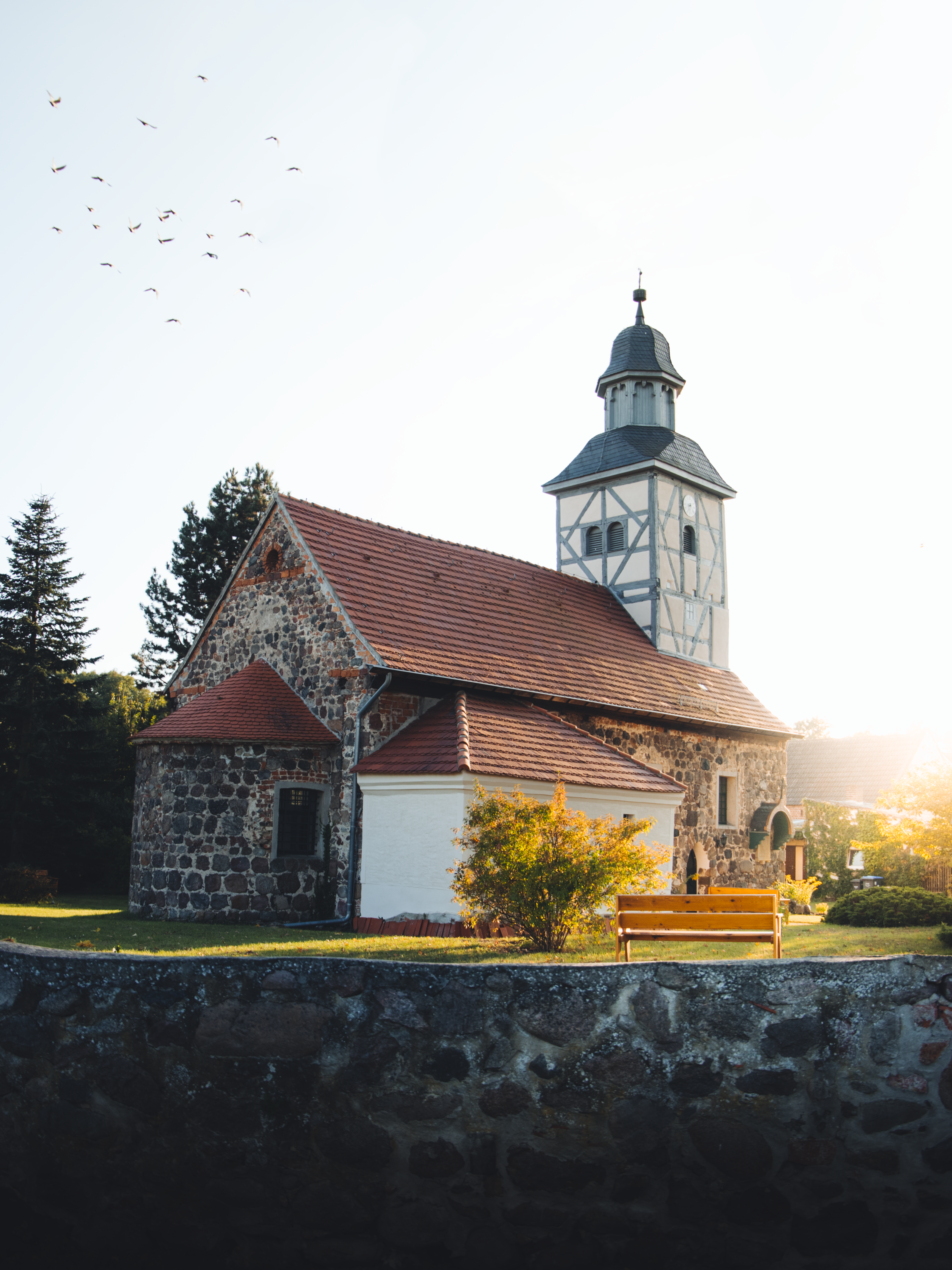
Evangelische Dorfkirche Theeßen

Die evangelische Kirche von Theeßen ist nach der heiligen Margarethe benannt und gehört zum Pfarrbereich Grabow im Kirchenkreis Elbe-Fläming der Evangelischen Kirche in Mitteldeutschland. Sie wurde aus Feldsteinen errichtet und besteht aus Kirchenschiff, einem schmaleren im Osten angefügten Chorraum, dem sich eine halbkreisförmige Apsis anschließt. Über dem Westgiebel wurde 1748 ein quadratischer Dachreiter aufgesetzt, der in Fachwerk-Bauweise ausgeführt wurde. Er trägt eine sechsseitige Laterne mit einer geschweiften Haube. Das Kircheninnere ist mit einer flachen Holzdecke geschlossen, der Chorraum ist durch einen Triumphbogen abgetrennt. Der achteckige Taufstein aus Sandstein ist gotischer Herkunft, der hölzerne Kanzelaltar stammt aus der Barockzeit. An die ehemalige Gutsfamilie von Arnim erinnern ein Wappen am Altar und ein figürlicher Grabstein von 1584. Im Turm befinden sich zwei Glocken. Die größere stammt aus dem Jahre 1520, hat einen Durchmesser von 83 cm und trägt zwischen zwei laubumwundenen Stabfriesen die Minuskelumschrift „defunctos plango vivos voco fulgura frango anno dni m ccccc xx jac“, was übersetzt etwa „Ich beklage die Toten, rufe die Lebenden, breche die Blitze. Im Jahr des Herrn 1520.“ bedeutet. Die kleinere wurde im Jahr 1852 gefertigt und stammt aus der Glockengießerei Ulrich in Apolda.
Der Kirchhof ist von einer Feldsteinmauer umgeben und durch ein Tor aus Ziegelsteinen auf der Nordseite zu betreten. Er umfasst eine Fläche von etwa 0,2 Hektar. Vor der Kirche befinden sich drei große sogenannte „Kriegseichen“ an deren Füßen jeweils ein Stein mit einer Jahreszahl liegt. Von links nach rechts finden sich die Steine mit den Zahlen „1864“, „1866“ und „1871“. Die Bäume wurden jedoch deutlich später gepflanzt als es die Jahreszahlen vermuten lassen.

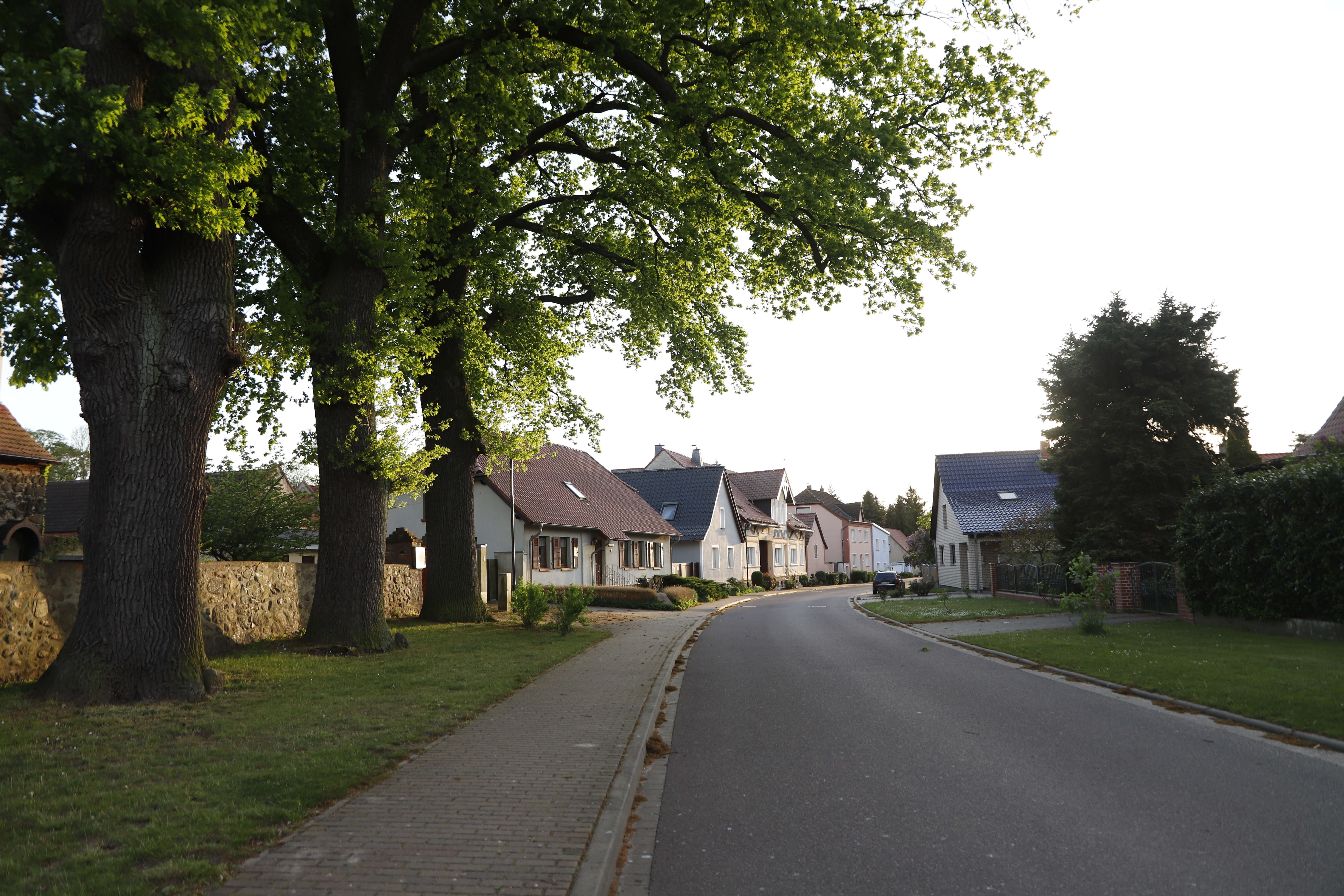
Dorfstraße mit den drei „Kriegseichen“
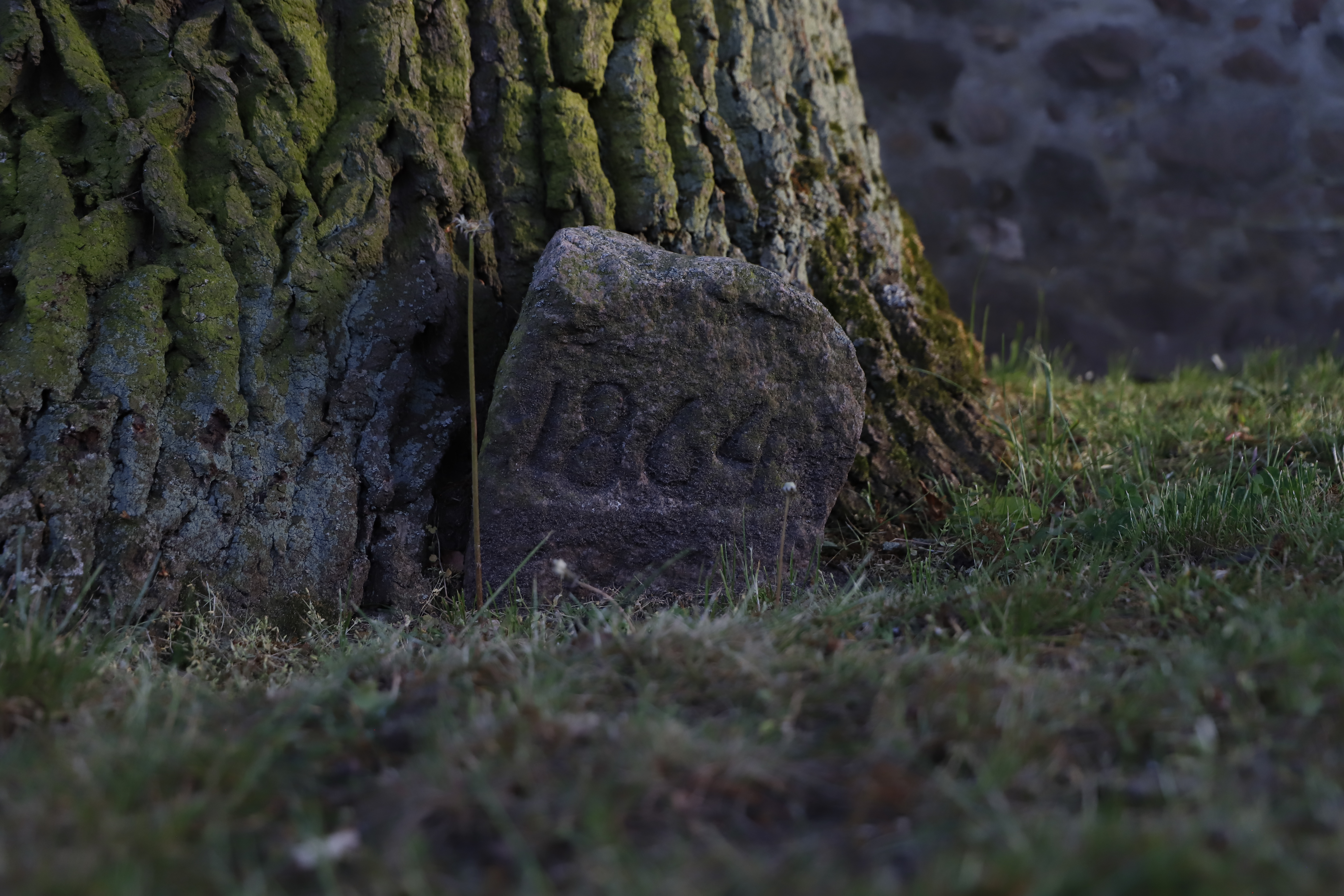
1864
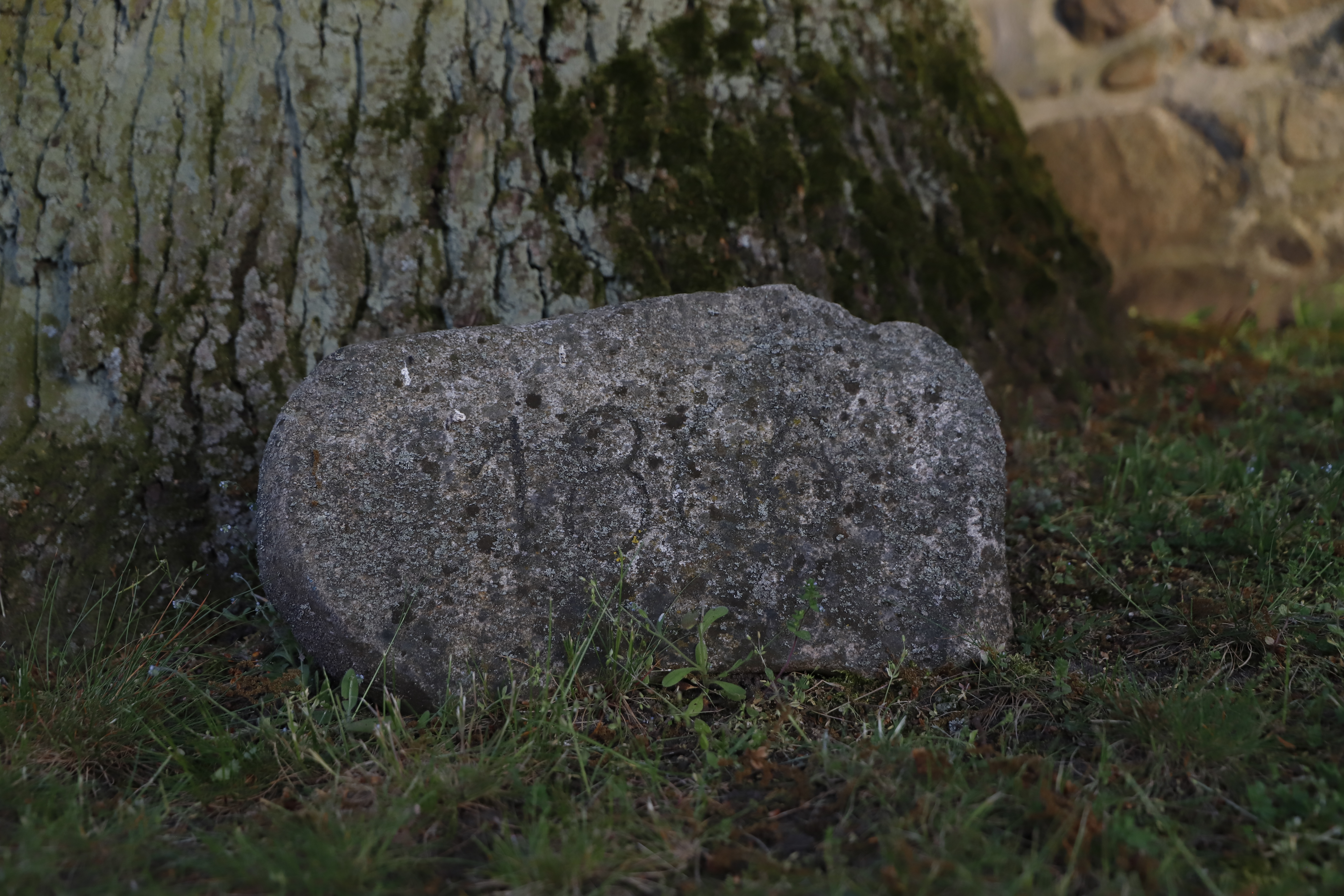
1866
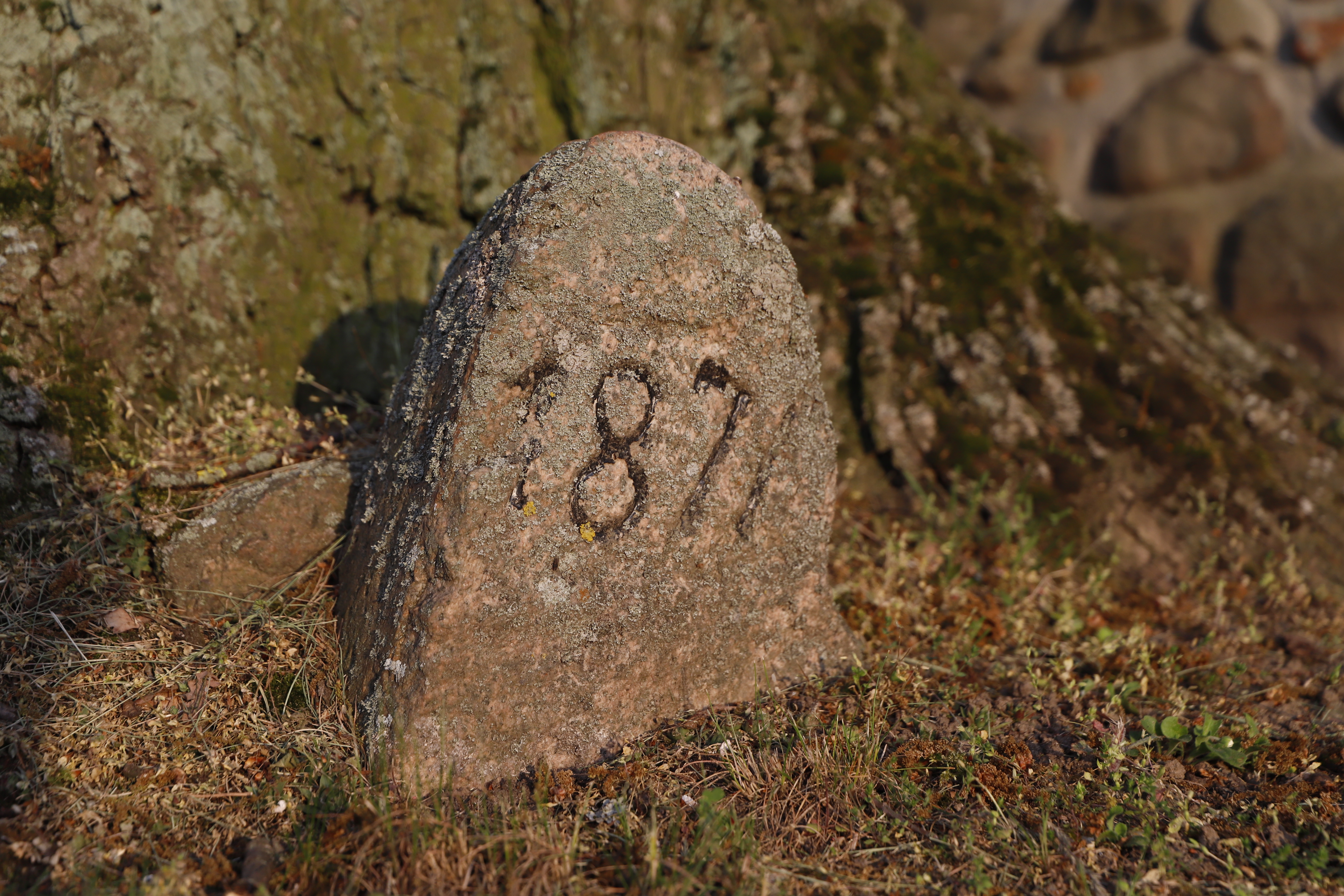
1871

Neben dem Eingang zur Kirche befinden sich zwei Tafeln aus Sandstein. Zur rechten Seite befindet sich eine kleine überdachte Tafel, welche an die im Ersten Weltkrieg gefallenen Dorfbewohner erinnert. Auf der linken Seite befindet sich eine größere Steintafel, deren Inschrift jedoch nur noch schwer zu entziffern ist. Lediglich der Name Herr Joachim Wilhelm von Treskow ist noch deutlich zu erkennen.

### Friedhofskapelle und Friedhof

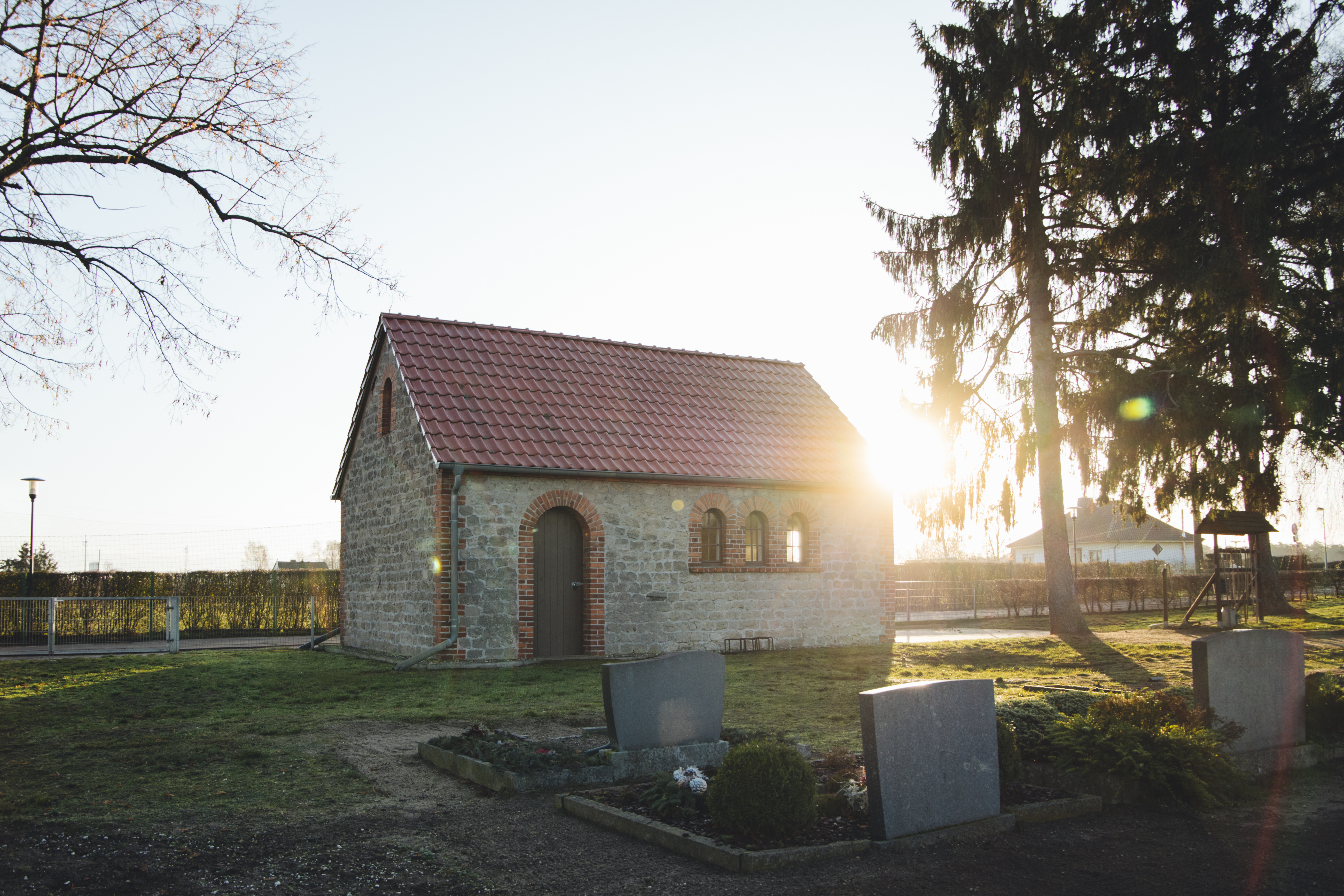
Friedhofskapelle in Theeßen

Die Friedhofskapelle ist ein aus Feld- und Ziegelsteinen errichtetes Gebäude auf dem Theeßener Friedhof. Die Kapelle besteht aus zwei Räumen. Der Trauerraum bietet Platz für etwa 30 Personen. Im hinteren Teil der Kapelle befindet sich ein Gerätelager. Im Jahr 2023 wurde an das Gebäude ein etwa 2,5 m langes Vordach angebaut.

### Rittergut Theeßen

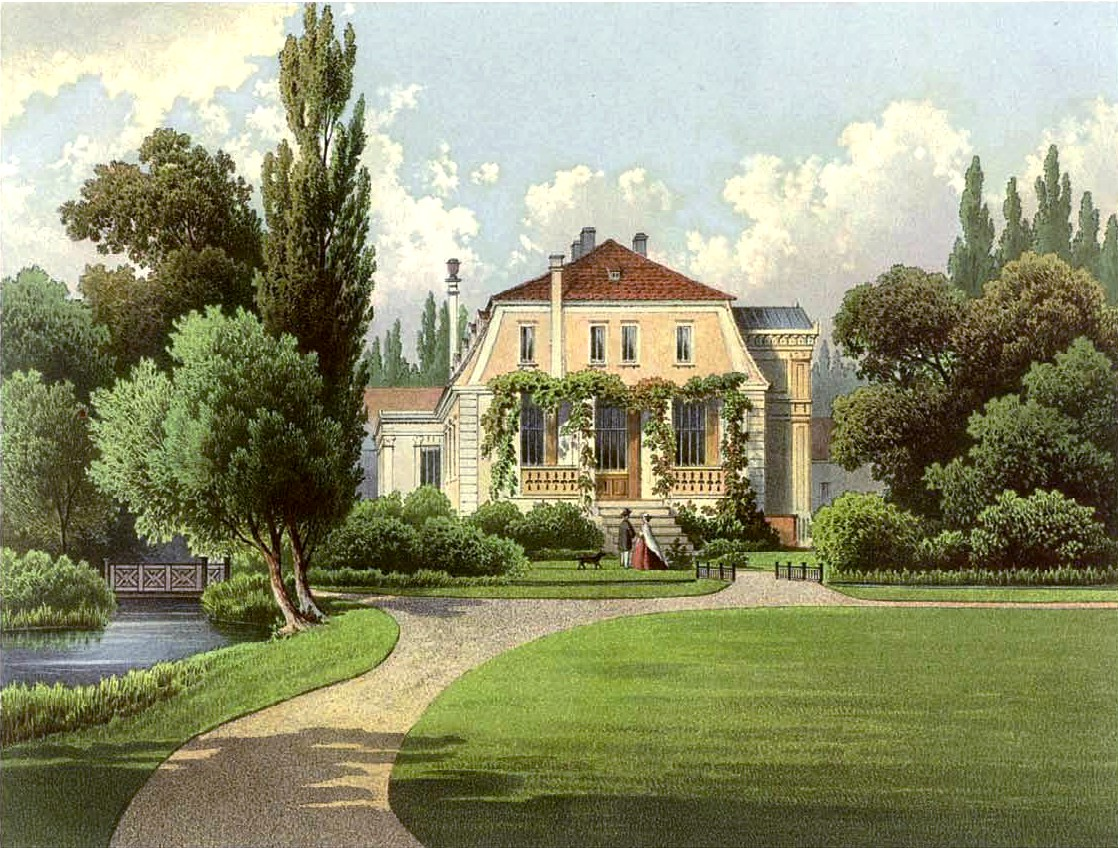
Abbildung des Ritterguts („Schloss“) Theeßen aus der Sammlung von Alexander Duncker

Das Rittergut Theeßen besteht aus einem im klassizistischen Stil umgebauten Renaissanceschloss und mehreren Gutsgebäuden. Es wurde auf den Resten einer ehemaligen Wasserburg errichtet, die sich an derselben Stelle befand. Das Gut war lange Zeit Sitz der Adelsfamilien von Arnim und von Pieschel. Zur Zeit der DDR befand sich hier eine Schule. Heute befindet sich das Rittergut sowie alle Gutsgebäude in Privatbesitz.

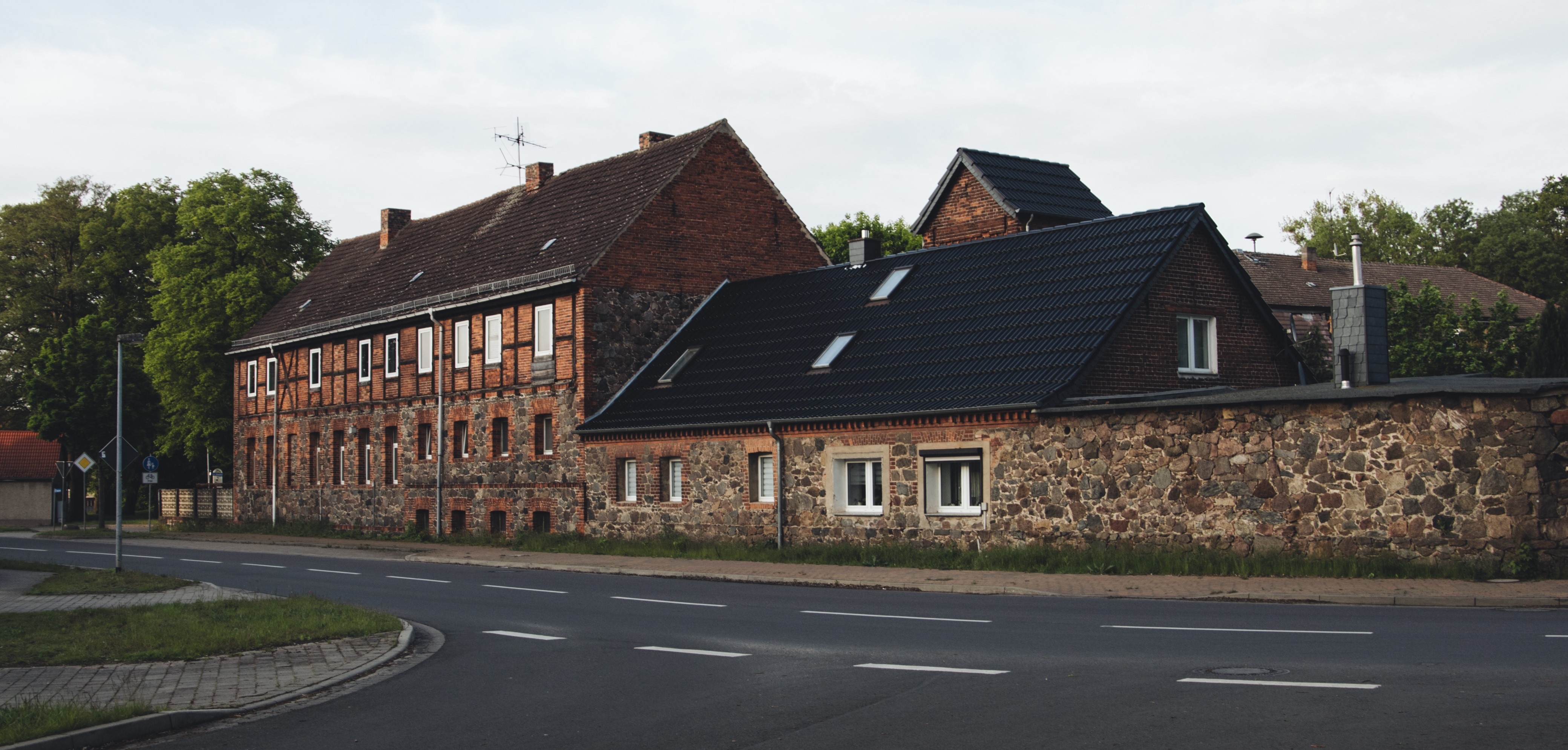
Ehemalige Gutsgebäude und Brennerei

### Theeßener Dorfpark
Der Theeßener Dorfpark liegt östlich des ehemaligen Ritterguts und umfasst eine Fläche von knapp 2 Hektar. Im Nordteil fließt der Bach Bache durch den Park. Zudem befindet sich hier der Dorfteich. Die Parkanlage gehört seit dem 26. Februar 1969 zu den Geschützten Parkanlagen im Landkreis Jerichower Land. Im Jahr 2010 wurde dieser Schutzstatus durch den Landkreis Jerichower Land bestätigt. Somit gehört der Theeßener Dorfpark zu den 13 besonders geschützten Parkanlagen im Landkreis.

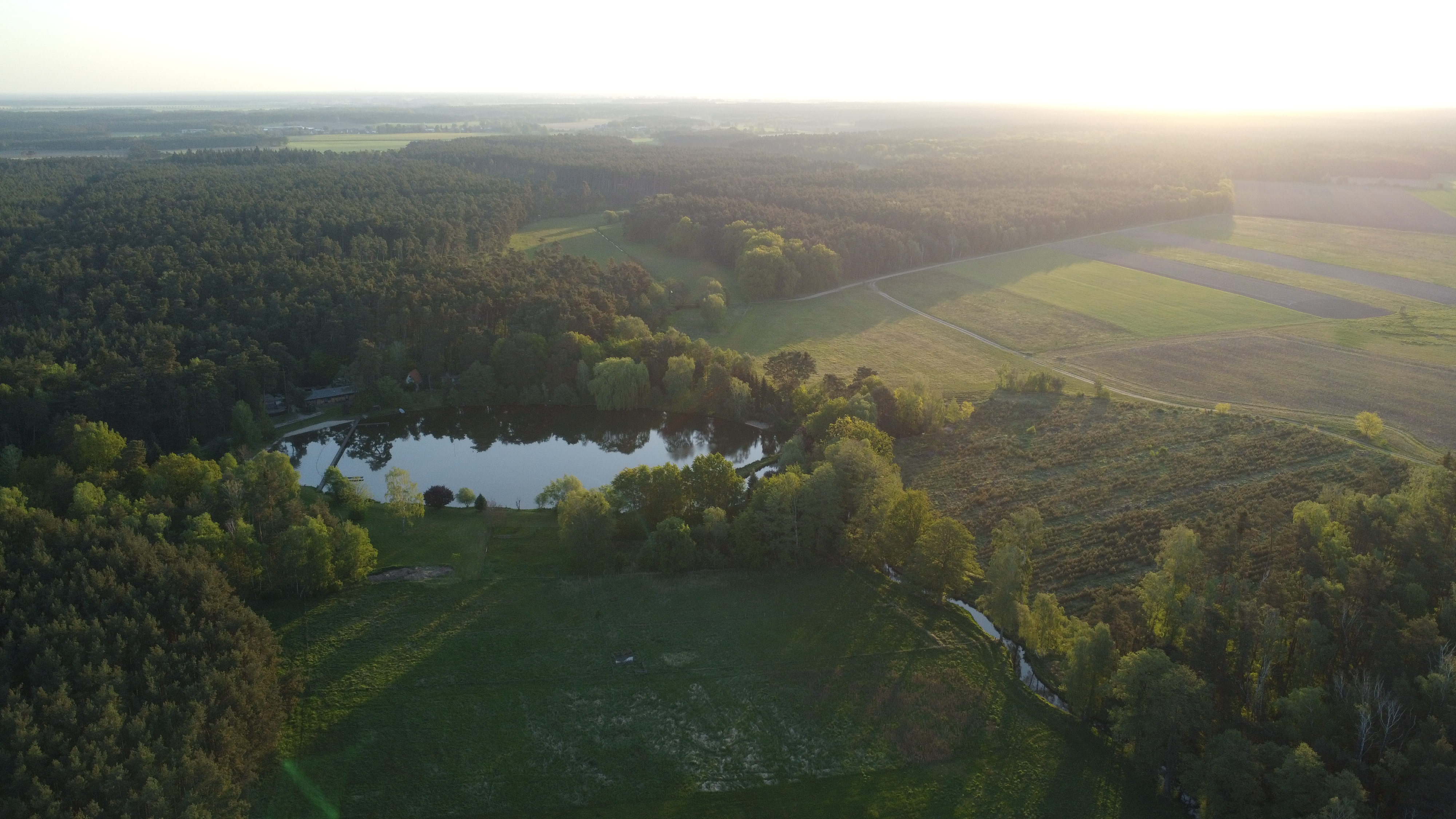
Waldbad Theeßen (Luftaufnahme)

### Waldbad Theeßen
Das Waldbad Theeßen war einstmals ein Naturfreibad nördlich von Theeßen. Der etwa 1 Hektar große See wurde in den 1960er Jahren künstlich angelegt und wird durch den Bach „Bache“ gespeist. Ursprünglich befand sich hier eine ausgedehnte feuchte Waldwiese, welche in alten Karten auch als „Großer Teich“ bezeichnet wurde. Der See ist umgeben von Mischwald und Kiefernforsten mit teilweise 110 Jahre alten, bizarren Randkiefern. Die tiefste Stelle des Sees liegt bei gerade mal 3,20 Meter, weswegen er sich in den Sommermonaten auch sehr schnell erwärmt.
Seit 1993 wurde das Waldbad zur Pacht freigegeben und privat bewirtschaftet. Im Jahr 2001 verkaufte die Gemeinde das ca. 6 Hektar große Gelände. Zunächst wurde der Badebetrieb noch fortgeführt, nach einigen Besitzerwechseln wurde der Betrieb nun jedoch vollständig eingestellt.

### Bahnhof Theeßen

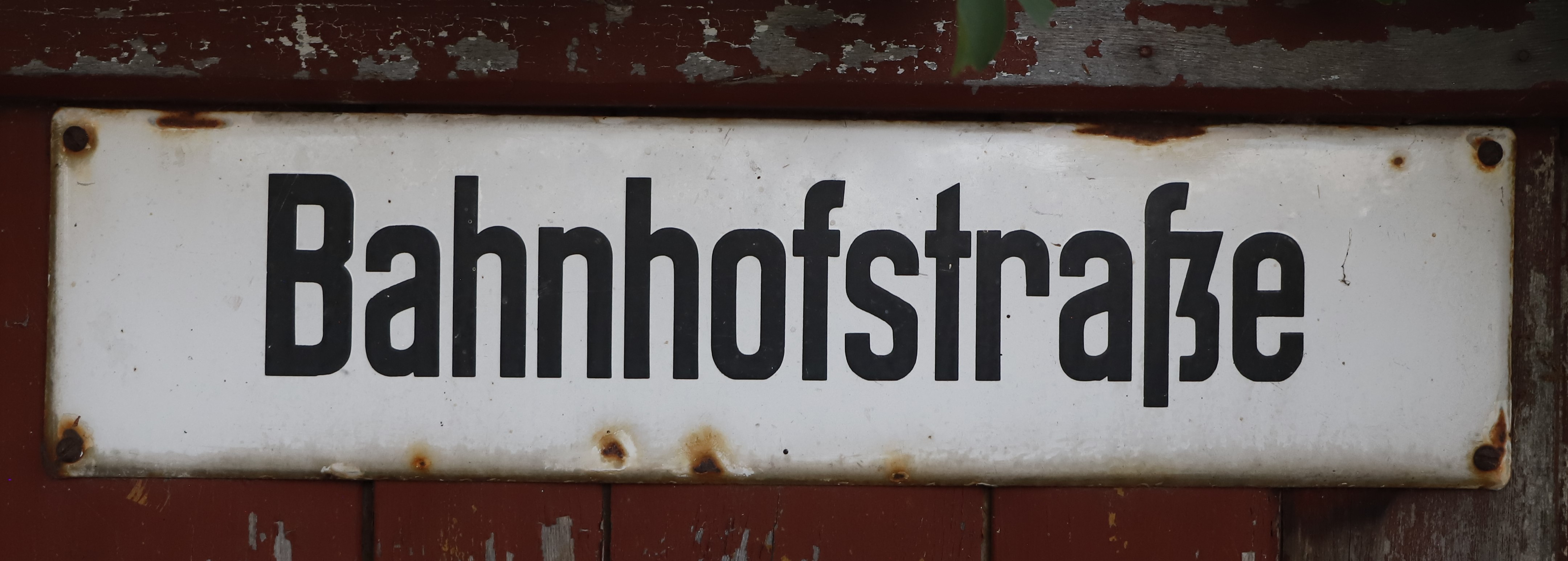
Altes Straßenschild in der Bahnhofstraße in Theeßen

Theeßen lag einstmals auf einer Strecke der Kleinbahnen des Kreises Jerichow I zwischen Burg (bei Magdeburg) und Ziesar, die am 4. April 1896 eröffnet wurde und am 25. September 1965 den Betrieb einstellte. Theeßen wurde jedoch erst 1914 mit einem Haltepunkt bei Streckenkilometer 16,8 an das Streckennetz angeschlossen. Das ehemalige Bahnhofsgebäude in der Straße „Am Bahnhof“ wurde von 2017 bis 2018 umfassend saniert und dient heute als Gemeindezentrum.

### Theeßener Landgraben
Der Theeßener Landgraben ist eine in der Liste der Bodendenkmale in Möckern vermerkte etwa 1,5 km lange Landwehr. Er beginnt südöstlich von Küsel an der Quelle der Bache und verläuft anschließend in südlicher Richtung durch ein bewaldetes Gebiet bis hin zur Quelle des Silberbachs bei Räckendorf. Nachweislich verließen die Bewohner der Wüstung Nieplitz während des Dreißigjährigen Kriegs das Dorf, um in den Wäldern und hinter dem Langraben Schutz zu suchen.

### Findlingsgruppe bei Theeßen

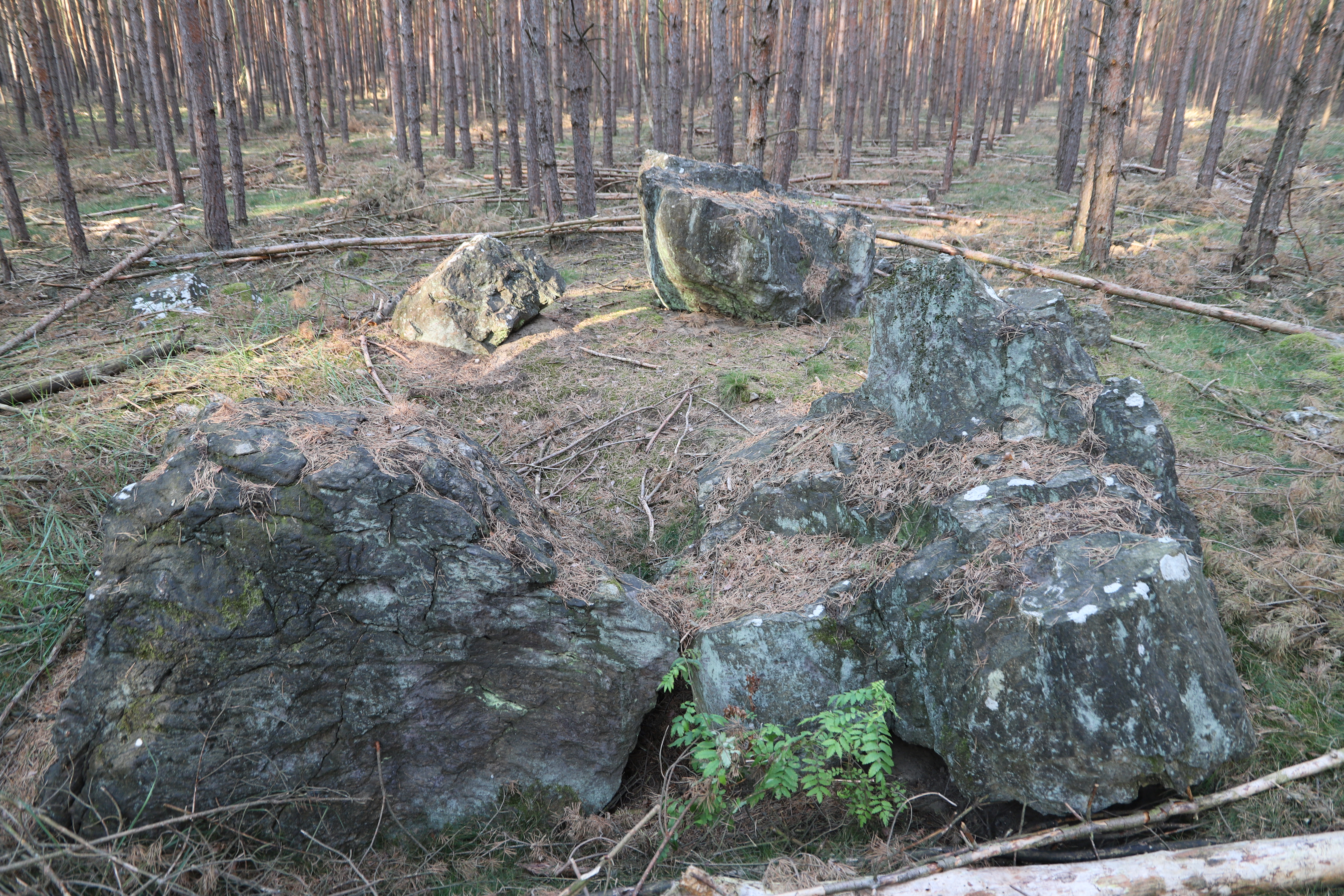
Findlinge bei Theeßen

Etwa 3 km südlich von Theeßen befindet sich im Wald auf dem Weg zwischen Räckendorf und Wüstenjerichow eine Gruppen Findlinge. Die Gesteinsformation besteht aus etwa zwei Dutzend unterschiedlich großen Gesteinsbrocken mit bis zu 6 m Umfang. Die Gesteinsformation ist unter dem Kürzel ND 0021JL als Naturdenkmal in die Liste der Naturdenkmale im Landkreis Jerichower Land eingetragen.

### Wegweisersteine
Auf dem Gebiet von Theeßen befinden sich mehrere sogenannte Wegweisersteine / Wegweisersäulen. Diese etwa 1 m hohen aus Feldstein gehauenen viereckigen Säulen sind zumeist an Weggabelungen aufgestellt. Sie tragen keinerlei sichtbare Inschriften. Bislang sind auf dem Gebiet der Ortschaft sechs solcher Wegsteine bekannt.
| Artikel                              | Lage | Bild |
| ------------------------------------ | --- | ---- |
| Wegstein Theeßen Dorf                | Der Stein befindet sich in der Ortschaft Theeßen, an der Weggabelung zwischen Bahnhofstraße und Chaussee (L52) zu Fuß einer alten Eiche.         |      |
| Wegstein südwestlich von Theeßen     | Der Stein befindet sich an einer Weggabelung südwestlich von Theeßen an einem kleinen Eichenwäldchen.                                            |      |
| Wegstein südöstlich von Theeßen      | Der Stein befindet sich an einer Weggabelung südöstlich von Theeßen zwischen Landgraben und Hohem Feld.                                          |      |
| Wegstein nordwestlich von Räckendorf | Der Stein befindet sich am Rande eines Waldweges. Hier treffen mehrere verwachsene Wege aufeinander. Zudem befinden sich hier fünf große Eichen. |      |
| Wegstein am Hohenziatzer Weg         | Der Stein befindet sich am Hohenziatzer Weg südlich der A2. Er liegt auf der Seite neben einem Steinhaufen und trägt aufgesprüht die Nummer 4.   |      |
| Wegstein am Hohenziatzer Weg         | Der Stein befindet sich am Hohenziatzer Weg in einem kleinen Waldstück nahe der der Wüstung Portez.                                              |      |

## Vereine

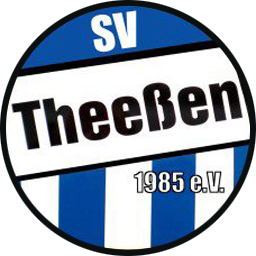
SV Theeßen 1985

### SV Theeßen 1985
Der SV Theeßen 1985 e. V. ist ein Sportverein mit derzeit 65 aktiven Mitgliedern. Der Verein bietet unter anderem Fußball, Volleyball, Tischtennis und Kinderturnen an. Auf dem Vereinsgelände befinden sich ein großer und ein kleiner Rasenplatz, ein Beachvolleyballfeld sowie eine Sporthalle mit Vereinsheim. Die Fußball-Herrenmannschaft hat sich vor wenigen Jahren aufgelöst. Derzeit gibt es Jugendmannschaften in der D-Jugend und E-Jugend. Der SV Theeßen 1985 ist Partnerverein des 1. FC Magdeburg.

### Freiwillige Feuerwehr
Die Freiwillige Feuerwehr Theeßen wurde 1925 gegründet. Neben zehn Kameraden im aktiven Dienst gibt es eine Alters-/Ehrenabteilung, ein Kinderfeuerwehr und eine Jugendfeuerwehr. Insgesamt sind 46 Personen im Verein organisiert. Das Einsatzgebiet umfasst die Ortschaften Theeßen und Räckendorf, angrenzende Ortschaften der Gemeinde Möckern, sowie die Autobahn A2 zwischen den Anschlussstellen Burg-Ost bis Ziesar.

### Heimatverein Theeßen
Der Heimatverein Theeßen e. V. wurde am 1. Oktober 2007 gegründet und hat aktuell etwa 33 aktive Mitglieder. Der Verein organisiert Veranstaltungen und Feste.

## Wirtschaft
Theeßen war von jeher ein landwirtschaftlich geprägter Ort mit wenig Industrie.
Zwischen September 1933 und Dezember 1934 wurde der Streckenabschnitt 4 der Autobahn A2 errichtet, die südlich von Theeßen verläuft. In der Folge wurde in Theeßen ein Autohof errichtet.
Zudem wurde 1992 direkt an der Auffahrt zur A2 an der L52 das Industrie- und Gewerbegebiet Fauler Grund geplant und errichtet. Infolgedessen siedelten sich in Theeßen Unternehmen in den Bereichen Elektroanlagenbau, Handel- und Dienstleistungsgewerbe, Medizintechnik sowie Maschinenbau an.
Im Jahr 2009 entschied sich die Firma Diamanttechnik Dr. Schulze aufgrund des stets steigenden Exportanteils sowie der eingeschränkten Erweiterungsmöglichkeiten an den bestehenden Standorten, ein neues Produktionswerk und Logistikzentrum auf einer Fläche von 20.000 m² zu errichten. Das neue Werk wurde in 2011 fertiggestellt und nahm bereits im gleichen Jahr die Produktion von Diamantwerkzeugen auf. Um die Fertigung auf dem aktuellsten Stand der Technik zu halten, wurden für das neue Werk nahezu alle Produktionsanlagen neu gekauft, unter anderem auch komplette Fertigungslinien für Diamantseil und vakuumgelötete Werkzeuge für Sonderanwendungen. Zwecks Bündelung von Produktionskapazitäten und Optimierung von Logistikwegen, wurden die Betriebsstandorte Gommern in 2012 und Lüneburg in 2017 in das neue Werk nach Theeßen verlagert und an den alten Standorten geschlossen.
RPC Promens in Theeßen wurde 2007 eröffnet und gehört zur Berry Global Inc. Das Werk spezialisiert sich auf die Herstellung von flexiblen Kunststoffbehältern und Verpackungslösungen. Diese Produkte werden weltweit für verschiedene Anwendungen genutzt, darunter Gefahrgutverpackungen und Wasserbehälter für humanitäre Einsätze. Das Unternehmen ist nach mehreren ISO-Normen zertifiziert und legt großen Wert auf umweltfreundliche Produktionstechniken, die den Kunststoffverbrauch erheblich reduzieren
Im Jahr 2024 gab die US-amerikanische Firma Hillwood Development bekannt, in Theeßen auf einer Fläche von 46.315 m² mehrere Lager- und Industriehallen errichten zu wollen. Dieses Bauvorhaben soll voraussichtlich 2025 abgeschlossen werden.
| Jahr der Ansiedlung | Firmenname                              | Mutterfirma                  | Industriezweig           |
| ------------------- | --------------------------------------- | ---------------------------- | ------------------------ |
| 1997                | Rieke Systemgastronomie e.K.            | McDonald’s Deutschland LLC   | Gastronomie              |
| 2007                | Die Autobahn GmbH                       |                              | Autobahnmeisterei        |
| 2007                | RPC Promens Packaging GmbH              | Berry Global Group, Inc.     | Kunststoffverarbeitung   |
| 2011                | Diamanttechnik Dr. Schulze GmbH         |                              | Maschinen- & Werkzeugbau |
| 2023                | Netto Marken-Discount Stiftung & Co. KG |                              | Einzelhandel             |
| 2025                | Hillwood Germany GmbH                   | Hillwood Development Company | Logistikzentrum          |

## Persönlichkeiten
- Ernst August Grabe, „Der Größte Mann Preußens“, war der Sohn des Theeßener Försters Christian Gottlieb Grabe und ab 1840 Grenadier der Leibkompanie des Königs von Preußen Friedrich Wilhelm IV. Im Tageblatt für die Jerichower Kreise aus dem Jahr 1936 wird berichtet, dass er zu seiner Dienstzeit in Potsdam stationiert war und hauptsächlich an Militärparaden teilgenommen haben soll. Er soll ganze 7,32 Fuß gemessen haben, was in etwa einer Größe von 2,23 m entspricht. Er erkrankte jedoch bereits in jungen Jahren schwer und verstarb früh an einem Brustübel. Das Maß des Tischlers zu seinem Sarg ergab eine länge von 8,7 Fuß was 2,65 m entspricht. Auf dem Dachboden des Forsthauses in Räckendorf soll sich noch einer seiner Schuhe befinden.[37]
- Hans Ernst von Arnim (* 1688 in Theeßen; † 1743 in Brandenstein), Landrat
- Johann August von Arnim (* 1723 in Theeßen; † 1797 in Brandenstein),  Landrat im zweiten Distrikt des Jerichowschen Kreises von 1767 bis 1797
- Wilhelm Heinrich Ernst von Arnim (* 1756 in Theeßen; † 1830 in Berlin), preußischer Landrat des Kreis Ziesar von 1787 bis 1816 und preußischer Landrat des Kreises Jerichow I von 1816 bis 1817
- Arthur Karl August von Pieschel (* 1850 in Theeßen; † 1922 ebenda), preußischer Landrat des Kreises Jerichow I von 1893 bis 1918
- Annett Friedrich-Spill, deutsche Künstlerin, in Theeßen aufgewachsen[38]
- Nina Räcke, deutsche Fußballerin, in Theeßen aufgewachsen